# Barnesville (Geórgia)
Barnesville é uma cidade localizada no estado americano de Geórgia, no Condado de Lamar.

## Demografia
Segundo o censo americano de 2000, a sua população era de 5972 habitantes.
Em 2006, foi estimada uma população de 5982, um aumento de 10 (0.2%).

## Geografia
De acordo com o United States Census Bureau tem uma área de 
14,6 km², dos quais 14,6 km² cobertos por terra e 0,0 km² cobertos por água. Barnesville localiza-se a aproximadamente 257 m acima do nível do mar.

## Localidades na vizinhança
O diagrama seguinte representa as localidades num raio de 20 km ao redor de Barnesville. 